# Котора буроволий
Котора буроволий (Pyrrhura calliptera) — вид папугоподібних птахів родини папугових (Psittacidae). Ендемік Колумбії.

## Опис

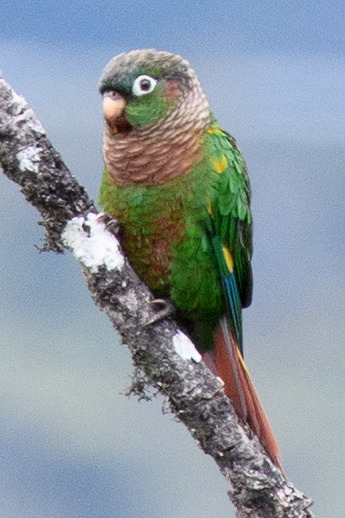
Буроволий котора

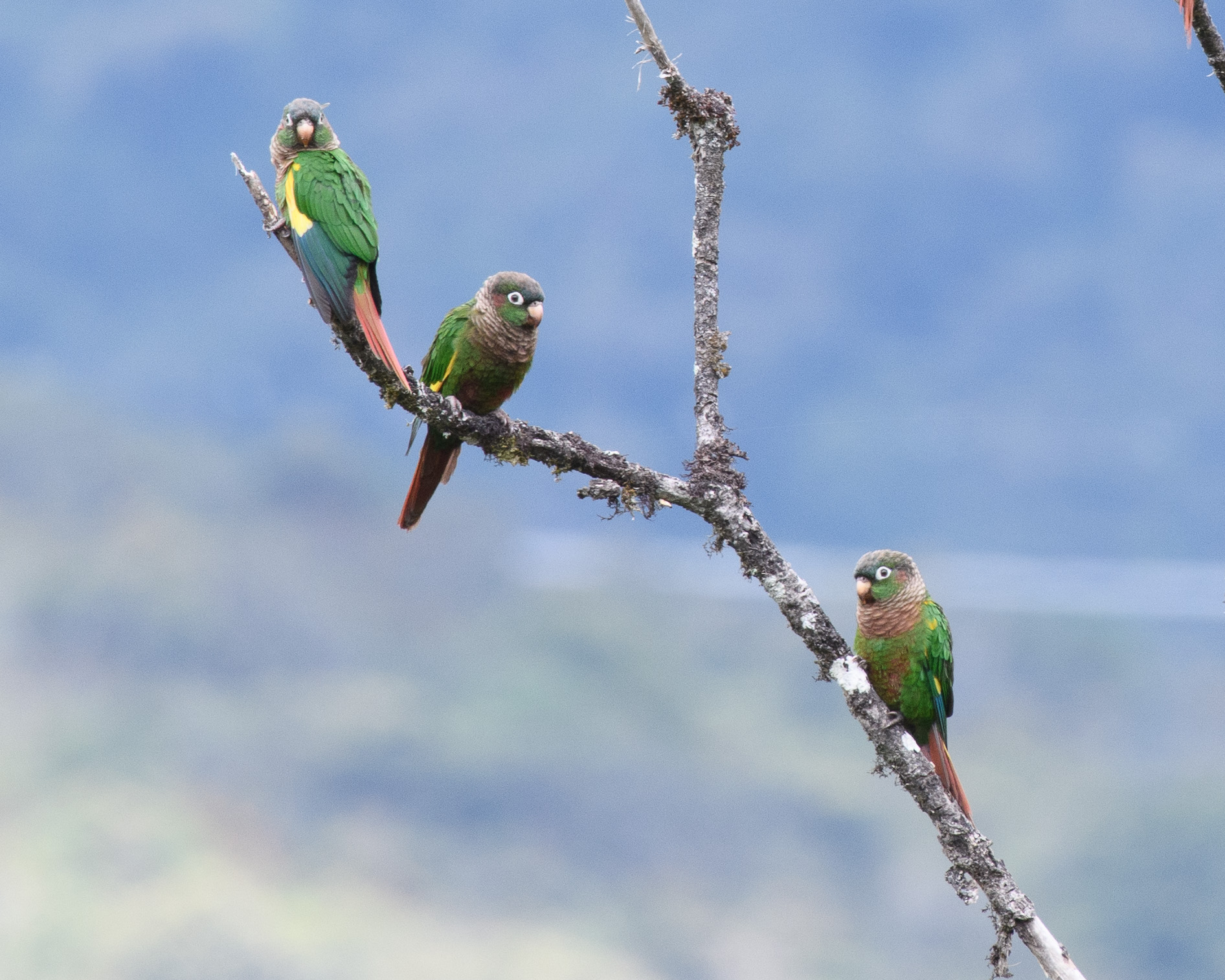
Зграйка буроволих котор

Довжина птаха становить 22-23 см. Забарвлення переважно зелене. Верхня частина голови коричнева, пера на потилиці мають зелені края. Щоки зелені, на скронях темно-червоні плями. Шия і груди коричневі, поцятковані рудувато-коричневими смужками, центральна частина живота рудувата. Крила переважно зелені, першорядні покривні пера крил і края крил жовті або оранжеві, першорядні махові пера чині, хвіст іржасто-рудий. Навколо очей кілька голої білої шкіри, дзьоб світло-жовтий.

## Поширення і екологія
Буроволі котори мешкають в горах Східного хребта Колумбійських Анд, де раніше вони були поширені на обох схилах, однак з 1980 року спостерігалися лише на східних схилах, переважно в департаментах Кундінамарка і Мета, можливо, також в Норте-де-Сантандері. Вони живуть у вологих гірських тропічних лісах, у високогірних чагарникових заростях та на гірських луках парамо. Зустрічаються зграями від 6 до 14 птахів, на висоті від 1700 до 3400 м над рівнем моря. Живляться плодами, квітками, насінням і листям. Сезон розмноження триває з серпня по січень, гніздяться в дуплах дерев. Буроволим которам притаманне колективне гніздування, коли парі, що гнізиться, допомагає від 4 до 9 птахів-помічників. В кладці 6-7 яєць, інкубаційний період триває 60-70 днів.

## Збереження
МСОП класифікує цей вид як вразливий. За оцінками дослідників, популяція буроволих котор становить від 5000 до 10000 птахів. Їм загрожує знищення природного середовища.